# فيليب عرقتنجي
فيليب عرقتنجي (بالفرنسية: Philippe Aractingi)‏ هو مخرج وكاتب ومنتج، ولد عام 1964 في بيروت، ويحمل الجنسيتين اللبنانية والفرنسية. حالياً، يُتابع مسيرته الإبداعية بين لبنان وفرنسا.
أخرج عرقتنجي أكثر من 40 فيلماً في حياته المهنية، تتنوّع بين الريبورتاج، والفيلم الوثائقي، والأفلام الشخصية والخيالية، والتي تدورأحداث قصصها في مختلف بلدان العالم.
تعكس أفلامه الخيالية كما الوثائقية، عمقاً واضحاً، وأحاسيساً صادقة، تجاه حنينه الدائم لوطنه، وقد عبّر عنها بمواضيع مختلفة: كالهوية، والهجرة، والمنفى، والسفر.
يستوحي فيليب عرقتنجي، غرابة أفلامه، من شخصيته التي طُبعة، بسبب تنقلاته ومعارفه في أنحاء العالم، بثقافات متعددة، وخبرات حديثة. وهذا ما يجعله صاحب قدرةٍ في تنويع أفلامه، وإعطائها طابع «الخيال المثير» أو «الواقع المتطلّب».

## البوسطة
بعد مضي 12 عاماً في فرنسا، عاد عرقتنجي إلى لبنان، همّه إخراج وإنتاج أول فيلم سينمائي له في وطنه الأم، تحت عنوان «البوسطة» - فيلم لبناني 100%. وهو أول فيلم غنائي يصدر في صالات السينما، بعد انتهاء الحرب وعودة السلام إلى لبنان. ولإنتاج هذا الفيلم، قرر عرقتنجي اللجوء إلى مستثمرين إقليميين، ليجعل من هذا العمل، ظاهرةً لا سابق لها، في مجال الإنتاج اللبناني المستقل، خاصة بعد 17 عاماً من الحرب الأهلية.
عرض هذا الفيلم في 2006/2005 وحقق أرقاماً قياسية في صالات العرض، واحتل المرتبة الأولى بين الأفلام لعام 2006، مسجلاً ما يزيد عن 140 ألف مشاهد خلال اسبوعين. 
عرض الفيلم في أكثر من 20 بلداً، واختير ليمثّل لبنان في جوائز الاوسكار لعام 2006.

## تحت القصف
في تموز 2006، عادت الحرب لتدمّر البلاد من جديد. فجاءت ردة فعل عرقتنجي، في فيله السينمائي الثاني «تحت القصف»، لتعبّر عن تضامنه الشديد مع وطنه المجروح لبنان.
شارك فيه أربعة ممثلين فقط وهم: ندى بو فرحات، جورج خباز راوية الشاب وبشارة عطالله. فيما ضم طاقم التمثيل شخصيات من اللاجئين والصحافة والعسكر.... 
كان الاضطراب والخوف يظلّلان الجميع. يرون دماراً هنا وخراباً هناك. منهمكين بخسائر بشرية ومادية، سببتها الحرب على لبنان. لذلك، كانوا يتعاملون مع أحداث الفيلم، كأنها جزء لا يتجزّء من واقعهم الأليم. 
في أقل من سنة، أنتج فيلم «تحت القصف»، وانتقل من مرحلة التصوير إلى مرحلة التنفيذ، ثم لوضع اللمسات الأخيرة. 
اختير الفيلم للمشاركة في مهرجان البندقية السينمائي 64- سيندانس، ومهرجان دبي للأفلام، وحاز على أكثر من 23 جائزة، منها جائزة حقوق الإنسان في البندقية، والمهر الذهبي لأفضل فيلم وأفضل ممثلة في مهرجان دبي للأفلام.
اختير كلا الفيلمان «البوسطة» و«تحت القصف»، ليمثّلا لبنان في جوائز الاوسكار.

## فيلموجرافيا: الأفلام الأساسية
•	تحت القصف: 		سنة 2007 وهو فيلم روائي مدّته 93 دقيقة
•	البوسطة: 		سنة 2005 وهو فيلم روائي مدّته 111 دقيقة
•	حلم الطفل البهلوان: 	سنة 1995 وهو وثائقي مدّته 52 دقيقة
•	بيروت أحجار وذكريات:	سنة 1993 مدّته 18 دقيقة
•	طير حر: 		سنة 1993 وهو فيلم قصير مدّته 18 دقيقة
•	من عيون الأمهات: 		سنة 1992 وهو وثائقي مدّته 52 دقيقة

## الإضافات
بالإضافة إلى أفلامه، لقد كتب عرقتنجي كتاباً بعنوان: «الأمهات في معاناة لبنان»، مع الكاتبة ليلى شيخاني ناكوز، الصادر عن دار نشر «هرماتان».

## روابط خارجية
- فيليب عرقتنجي على موقع IMDb (الإنجليزية)
- فيليب عرقتنجي على موقع ألو سيني (الفرنسية)
- فيليب عرقتنجي على موقع أول موفي (الإنجليزية)
- فيليب عرقتنجي على موقع قاعدة بيانات الأفلام السويدية (السويدية)
- فيليب عرقتنجي على موقع قاعدة بيانات الفيلم (الإنجليزية)
- فيليب عرقتنجي على موقع كينوبويسك (الروسية)